# 相馬バイパス (国道113号)
相馬バイパス（そうまバイパス）は、福島県相馬郡新地町から相馬市に至る国道113号のバイパス道路である。

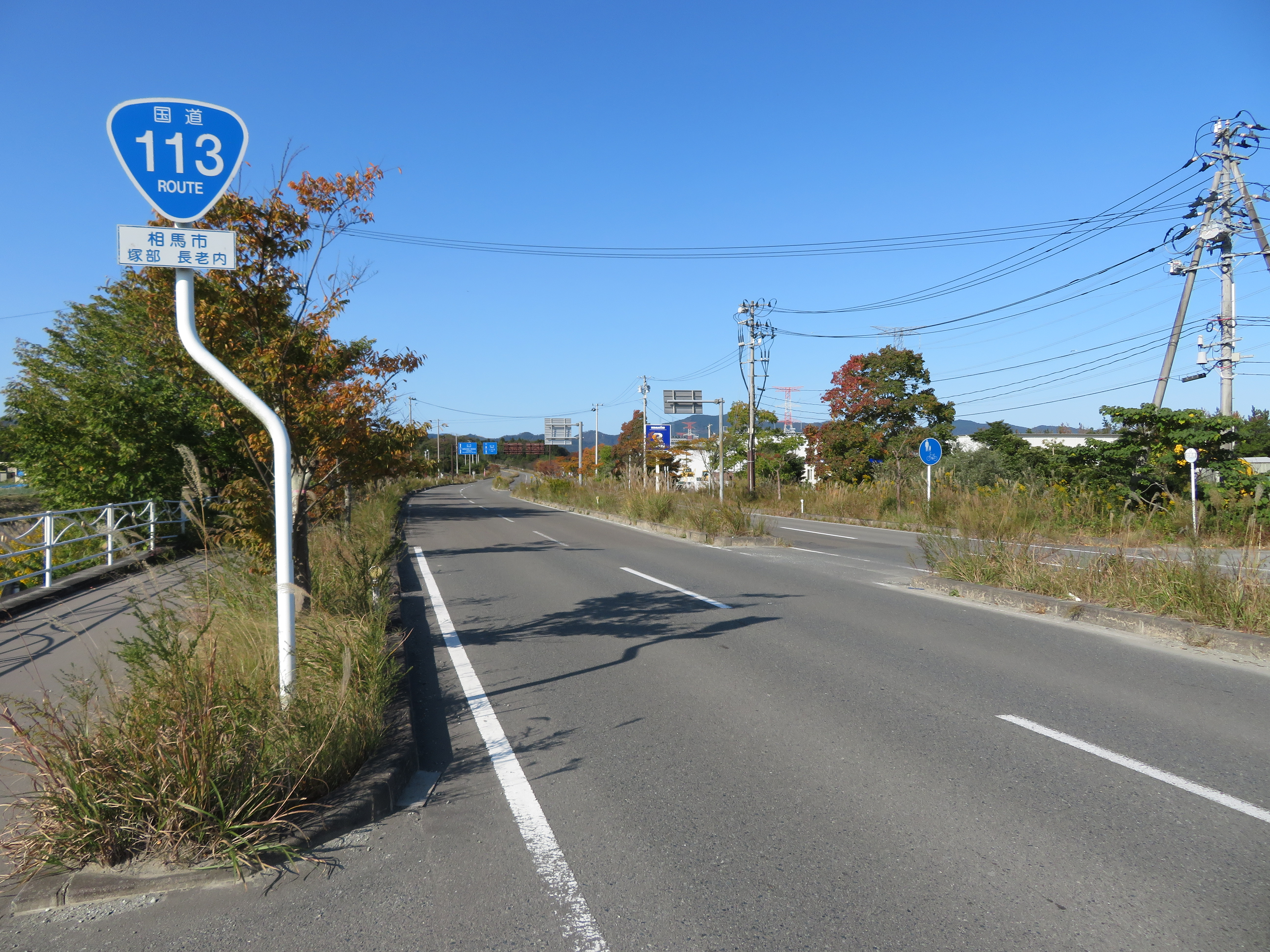
福島県相馬市塚部　長老内付近

## 概要

### 路線データ
- 起点：相馬郡新地町駒ケ嶺字塔場
- 終点：相馬市光陽3丁目
- 延長：4.4 km

相馬市中心市街地では幅員狭小で屈曲の続く城下町特有の道路形状により混雑が激しかったため、これらを解消し幹線道路としてのネットワークを築くために1987年度より国道改良事業として着工された。

## 地理

### 通過する自治体
- 相馬郡新地町
- 相馬市

### 交差する道路
- 国道113号白石方面（相馬郡新地町駒ケ嶺字塔場 起点）
- 福島県道272号原釜椎木線（相馬郡新地町駒ケ嶺字塔場）
- 福島県道394号相馬新地線（相馬市塚部字内城 （善光寺前交差点））
- 国道6号相馬バイパス・福島県道389号相馬港線（相馬市光陽3丁目（光陽交差点）終点）

### 道路施設

#### 橋梁
駒ヶ嶺跨線橋
- 全長：22.3 m
- 幅員：16.0 m (25.0 m)
- 形式：単純PCプレテンT桁橋
- 竣工：1988年度

新地町駒ケ嶺から相馬市塚部にまたがり、JR常磐線を渡る。バイパス整備に伴い建設された。総工費は1億3200万円。
地蔵川橋
- 全長：63.4 m
- 主径間：30.820 m
- 幅員：16.0 m (25.0 m)
- 形式：2径間単純PCポステンT桁橋
- 竣工：1990年度

相馬市長老内から同市塚部にまたがり、二級水系地蔵川を渡る。バイパス整備に併せ国道橋梁整備事業として1989年度に着工された。総工費は4億3100万円。